# Cửa sổ Baade

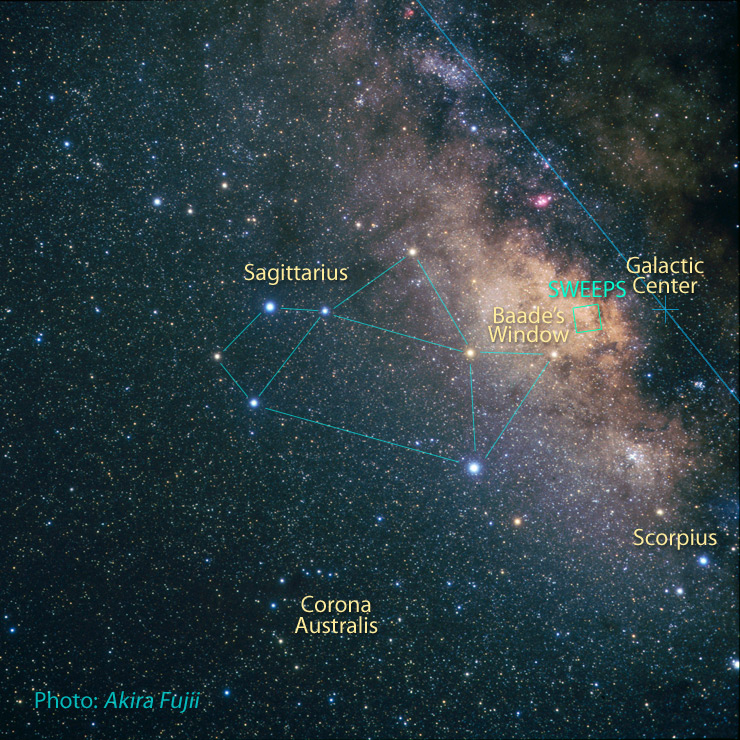
Cửa sổ Baade trên dải ngân hà

Cửa sổ Baade là một khu vực trên bầu trời với lượng "bụi" liên sao tương đối thấp dọc theo đường ngắm từ Trái đất. Khu vực này được coi là một "cửa sổ" quan sát vì Trung tâm Dải ngân hà thường bị che khuất có thể được nhìn thấy theo hướng này. Nó được đặt theo tên nhà thiên văn học Walter Baade, người đầu tiên nhận ra tầm quan trọng của nó. Khu vực này tương ứng với một trong những mảng sáng rõ nhất của Dải Ngân hà. Nó tập trung ở kinh độ thiên hà l = 1,02 độ và vĩ độ thiên hà b = -3,92 độ.

## Lịch sử
Walter Baade đã quan sát các ngôi sao trong khu vực này vào giữa những năm 1940 bằng cách sử dụng kính viễn vọng Hooker 100 inch (2,5 m) tại Đài thiên văn Núi Wilson ở California trong khi tìm kiếm trung tâm của dải ngân hà. Cho đến thời điểm này, cấu trúc và vị trí của trung tâm thiên hà không được biết chắc chắn.

## Ý nghĩa
Cửa sổ Baade thường được sử dụng để nghiên cứu các ngôi sao phình trung tâm ở xa trong các bước sóng ánh sáng nhìn thấy và gần nhìn thấy được. Thông tin quan trọng về hình học bên trong của Dải Ngân hà vẫn đang được tinh chỉnh bằng các phép đo được thực hiện thông qua "cửa sổ" này. Đó là theo hướng của chòm sao Nhân Mã. Cửa sổ hiện được biết là hơi nằm về phía "nam" của khối thiên hà trung tâm chính. Cửa sổ không đều trong phác thảo và phụ thuộc khoảng 1 độ của bầu trời. Nó được tập trung vào cụm sao cầu NGC 6522.
Cửa sổ Baade là cửa sổ lớn nhất trong số sáu khu vực có thể nhìn thấy các ngôi sao phình trung tâm.
OGLE và các chương trình quan sát khác đã phát hiện thành công các hành tinh ngoài hệ Mặt Trời quay quanh các ngôi sao phình trung tâm trong khu vực này bằng phương pháp vi phân hấp dẫn.
Các ngôi sao được quan sát trong Cửa sổ Baade có thể được gọi là sao BW, tương tự các ngôi sao khổng lồ có thể được gọi là sao khổng lồ BW.